# Dataverse
El Dataverse és una aplicació web de codi obert per compartir, preservar, citar, explorar i analitzar dades de recerca. Els investigadors, els autors de dades, els editors, els distribuïdors de dades i les institucions afiliades reben el crèdit adequat mitjançant una citació de dades amb un identificador persistent (p. ex., DOI, o handle).
Un repositori de Dataverse allotja diversos dataverses. Cada dataverse conté conjunts de dades o altres dataverses, i cada conjunt de dades conté metadades descriptives i fitxers de dades (inclosos la documentació i el codi que acompanyen les dades).
El 2019, Dataverse va guanyar el Duke's Choice Award per a l'educació universitària i superior.

## Rerefons
El projecte Dataverse està allotjat i desenvolupat per l'equip de Dataverse de l'Institut de Ciències Socials Quantitatives (IQSS) de la Universitat Harvard. La codificació del programari Dataverse (abans conegut com a Dataverse Network) va començar l'any 2006 sota la direcció de Mercè Crosas i Gary King. El projecte anterior del Virtual Data Center (VDC), que va abastar el període 1999-2006, va ser organitzat per Micah Altman, Gary King i Sidney Verba com a col·laboració entre el Harvard-MIT Data Center (ara part d'IQSS) i la Harvard University Library. Els precursors del VDC daten de 1987, que inclouen entitats com una guia de programari autònoma per a dades locals, programari preweb i eines per transferir informació de catalogació per FTP a altres llocs del campus automàticament en moments designats.

## Instal·lacions

### Harvard Dataverse
Una col·laboració amb l'Institut de Ciències Socials Quantitatives (IQSS), la Biblioteca de Harvard i la Tecnologia de la Informació de la Universitat Harvard (HUIT): el Harvard Dataverse és un dipòsit per compartir, citar, analitzar i preservar dades de recerca. Està obert a totes les dades científiques de totes les disciplines d'arreu del món.

### Dataverse a Europa
Dataverse també s'instal·la als països de la Unió Europea per preservar les dades recollides per comunitats de recerca d'Holanda, Alemanya, França i Finlàndia. El repositori de Dataverse més gran s'anomena DataverseNL i es troba als Països Baixos que ofereix serveis de gestió de dades per a 11 universitats holandeses. Un servei similar s'està desenvolupant a Noruega (cf. DataverseNO).

### Dataverse al Canadà
Al Canadà, Borealis és una instància nacional del repositori de Dataverse allotjat pel Portal d'Acadèmics de l'OCUL a la Universitat de Toronto. Borealis permet a les institucions oferir un servei Dataverse sense operar i mantenir el programari ells mateixos. La majoria de les institucions acadèmiques que ofereixen un servei de Dataverse al Canadà es subscriuen al servei Borealis. La comunitat de pràctica associada s'organitza a través de la Xarxa d'Experts de la Digital Research Alliance a través del Dataverse North Expert Group, una instància de coordinació, col·laboració i comunicació.